# 国鉄ミ230形貨車
国鉄ミ230形貨車（こくてつミ230がたかしゃ）は、かつて鉄道省に在籍した水運車（水槽車）である。
後に本形式を改造し別形式となったミ500形についても本項目で解説する。

## 概要

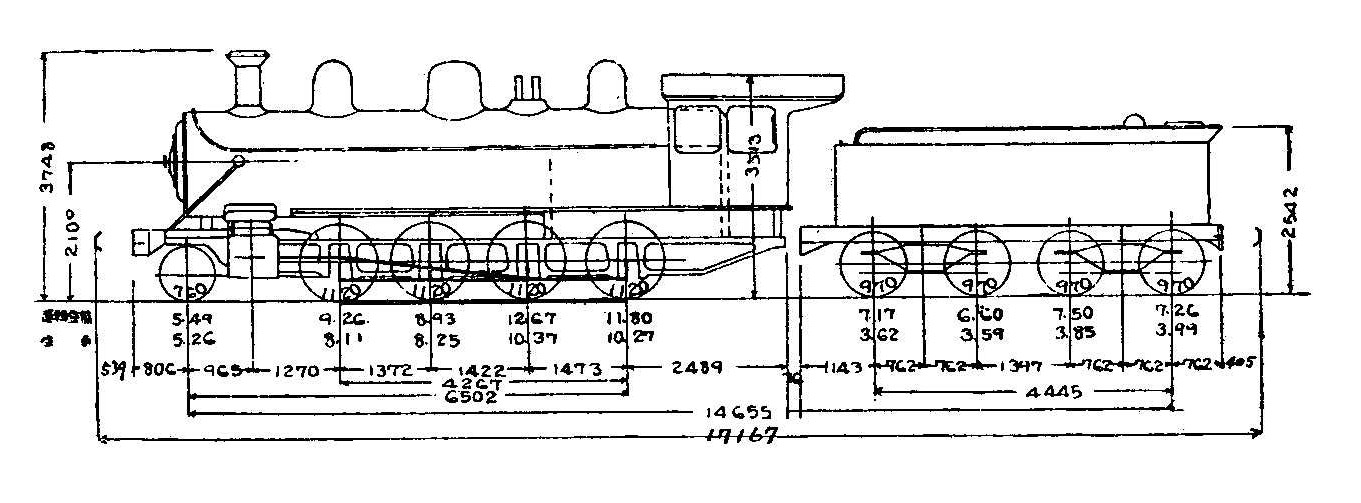
9200形蒸気機関車形式図

1927年（昭和2年）11月下旬に廃車となった9200形蒸気機関車の炭水車を種車として10 t 積み水運車3両が苗穂工場にて製作された。形式名はミ345形と定められたが、1928年（昭和3年）5月の車両称号規程改正によりミ230形（ミ345 - ミ347→ミ230 - ミ232）に変更された。
9200形蒸気機関車炭水車は、水タンク容量11.0 m3、燃料積載量2.70 t の二軸ボギー車であった。改造詳細は不明だがミ345形が10 t 積み（水容積換算で10.0 m3）であることからほとんどそのまま使用されたものと考えられる。当時三軸炭水車を種車として製作された他の水運車は10 t 積みであるため本形式は大きさの割に小荷重であった。全車札幌鉄道管理局へ配属され北海道内にて運用された。
1938年（昭和13年）3月下旬にミ232が旭川工場にて13 t 積み（容積14.1 m3）へ改造され形式名はミ500形（ミ500）と定められた。留萌駅常備（その後名寄駅）とされ1954年（昭和29年）3月6日に廃車を迎えるまで旭川局を動かなかった。
塗色は、黒であり、寸法関係は全長は7,403 mm、全高は2,542 mm、軸距は2,921 mm、自重は13.1 t - 14.0 t、換算両数は積車2.0、空車1.0である。
ミ230は1932年（昭和7年）10月28日に、ミ231は1939年（昭和14年）9月29日にそれぞれ廃車となり同時に形式消滅となった。改造後の運用期間は短く短命であった。（9200形蒸気機関車の製造年が1905年であるため全体で約35年程活躍した。）